# 전북특별자치도지사
전북특별자치도지사(全北特別自治道知事)는 전북특별자치도의 행정 사무를 총괄하는 광역자치단체장이다.

## 일제강점기
| 호적   | 이름            | 한자 표기 | 재임 기간                          | 비고                              |
| ------ | --------------- | --------- | ---------------------------------- | --------------------------------- |
| 조선인 | 이두황          | 李斗璜    | 1910년 10월 1일 - 1916년 3월 9일   | 전라북도 장관, 사망               |
| 조선인 | 이진호          | 李軫鎬    | 1916년 3월 28일 - 1921년 8월 5일   | 장관, 1919년 8월부터 전라북도지사 |
| 내지인 | 이스미 주조     | 亥角仲蔵  | 1921년 8월 5일 - 1925년 8월 11일   |                                   |
| 내지인 | 아오키 가이조   | 青木戒三  | 1925년 8월 11일 - 1926년 3월 8일   |                                   |
| 내지인 | 와타나베 시노부 | 渡辺忍    | 1926년 3월 8일 - 1929년 1월 21일   |                                   |
| 내지인 | 하야시 시게키   | 林茂樹    | 1929년 1월 21일 - 1929년 12월 11일 |                                   |
| 조선인 | 김서규          | 金瑞圭    | 1929년 12월 11일 - 1931년 9월 23일 |                                   |
| 조선인 | 홍승균          | 洪承均    | 1931년 9월 23일 - 1932년 9월 27일  |                                   |
| 조선인 | 고원훈          | 高元勳    | 1932년 9월 27일 - 1936년 5월 21일  |                                   |
| 조선인 | 김시권          | 金時權    | 1936년 5월 21일 - 1937년 4월 1일   |                                   |
| 조선인 | 손영목          | 孫永穆    | 1937년 4월 1일 - 1940년 9월 2일    |                                   |
| 조선인 | 리노이에 겐포   | 李家源甫  | 1940년 9월 2일 - 1942년 1월 24일   | 이원보(李源甫)에서 개명           |
| 조선인 | 가네무라 야스오 | 金村泰男  | 1942년 1월 24일 - 1943년 8월 18일  | 김병태(金秉泰)에서 개명           |
| 조선인 | 김대우          | 金大羽    | 1943년 8월 18일 - 1945년 6월 16일  |                                   |
| 조선인 | 구사모토 젠키   | 草本然基  | 1945년 6월 16일 - 1945년 8월 15일  | 정연기(鄭然基)에서 개명, 광복     |

## 정부 수립 이전 도지사(1945. 8.~1948. 9.)
| 선출 방식 | 대수 | 이름                           | 임기                              | 비고                           |
| --------- | ---- | ------------------------------ | --------------------------------- | ------------------------------ |
| 관선      | 초대 | 정연기(鄭然基)                 | 1945년 8월 16일~1945년 9월 2일    | 조선총독부 최후의 전라북도지사 |
| 관선      | 2대  | 랄프 갤러기 (Ralph F. Gallogy) | 1945년 9월 2일~1945년 10월 11일   | 미 육군 중령                   |
| 관선      | 3대  | 에드윈 헨(Edwin A. Henn)       | 1945년 10월 12일~1945년 12월 19일 | 미 육군 대령, 40사단장         |
| 관선      | 4대  | 랄프 갤러기 (Ralph F. Gallogy) | 1945년 12월 20일~?                |                                |
| 관선      | 5대  | 윌리엄                         | ~                                 | 미육군 중령                    |
| 관선      | 6대  | 에거                           | ~1946년 4월 3일                   | 미육군 중령                    |
| 관선      | 7대  | 정일사(鄭一史)                 | 1946년 4월 4일~1947년 6월 28일    |                                |
| 관선      | 8대  | 박종만(朴鍾萬)                 | 1947년 6월 29일~1947년 7월 8일    |                                |
| 관선      | 9대  | 박종만(朴鍾萬)                 | 1947년 7월 9일~1948년 9월 9일     |                                |

## 정부 수립 이후 도지사(1948. 9.~2024. 1.)
| 선출 방식 |      | 대수     | 이름           | 임기                              | 정당           | 비고                                     |
| --------- | ---- | -------- | -------------- | --------------------------------- | -------------- | ---------------------------------------- |
| 관선      |      | 초대     | 신현돈(申鉉燉) | 1948년 9월 10일~1949년 8월 16일   |                |                                          |
| 관선      |      | 2대      | 장현식(張賢植) | 1949년 8월 17일~1949년 12월 14일  |                |                                          |
| 관선      |      | 3대      | 김가전(金可田) | 1949년 12월 15일~1951년 10월 5일  |                |                                          |
| 관선      |      | 4대      | 이성득(李聖得) | 1951년 10월 29일~1952년 9월 16일  |                |                                          |
| 관선      |      | 5대      | 이요한(李要漢) | 1952년 9월 17일~1955년 9월 1일    |                | [ 도정방침 1 ]                           |
| 관선      |      | 6대      | 신용우(申鏞宇) | 1955년 9월 2일~1956년 9월 23일    |                | [ 도정방침 2 ]                           |
| 관선      |      | 7대      | 김규진(金圭鎭) | 1956년 9월 24일~1957년 3월 10일   |                | [ 도정방침 3 ]                           |
| 관선      |      | 8대      | 이하영(李夏榮) | 1957년 3월 11일~1959년 5월 12일   |                | [ 도정방침 4 ]                           |
| 관선      |      | 9대      | 박정근(朴定根) | 1959년 5월 13일~1960년 5월 11일   |                | [ 도정방침 5 ]                           |
| 관선      |      | 10대     | 이기세(李琦世) | 1960년 5월 12일~1960년 6월 26일   |                |                                          |
| 민선      |      | 13대     | 김상술(金相述) | 1960년 12월 29일~1961년 5월 23일  | 민주당         | [ 도정방침 6 ]                           |
| 관선      |      | 14대     | 이존일(李存一) | 1961년 5월 24일~1961년 8월 24일   |                |                                          |
| 관선      |      | 15대     | 김인(金仁)     | 1961년 8월 25일~1963년 12월 16일  |                | [ 도정방침 7 ]                           |
| 관선      |      | 16대     | 이정우(李正雨) | 1963년 12월 19일~1968년 2월 21일  |                | [ 도정방침 8 ]                           |
| 관선      |      | 17대     | 이환의(李桓儀) | 1968년 2월 22일~1971년 6월 12일   |                | [ 도정방침 9 ]                           |
| 관선      |      | 18대     | 이춘성(李春城) | 1971년 6월 22일~1973년 10월 22일  |                |                                          |
| 관선      |      | 19대     | 황인성(黃寅性) | 1973년 10월 23일~1978년 12월 25일 |                |                                          |
| 관선      |      | 20대     | 김학중(金學中) | 1978년 12월 26일~1980년 7월 17일  |                | [ 도정구호 1 ] [ 도정방침 10 ]           |
| 관선      |      | 21대     | 조철권(趙澈權) | 1980년 7월 18일~1983년 10월 14일  |                | [ 도정구호 2 ] [ 도정방침 11 ]           |
| 관선      |      | 22대     | 심재홍(沈裁弘) | 1983년 10월 15일~1986년 8월 28일  |                | [ 도정구호 3 ] [ 도정방침 12 ]           |
| 관선      |      | 23대     | 홍석표(洪錫杓) | 1986년 8월 29일~1988년 5월 19일   |                | [ 도정구호 4 ] [ 도정방침 13 ]           |
| 관선      |      | 24대     | 강현욱(姜賢旭) | 1988년 5월 20일~1990년 6월 20일   |                | [ 도정구호 5 ] [ 도정방침 14 ]           |
| 관선      |      | 25대     | 최용복(崔鎔福) | 1990년 6월 21일~1992년 4월 21일   |                | [ 도정구호 6 ] [ 도정방침 15 ]           |
| 관선      |      | 26대     | 강상원(姜相源) | 1992년 4월 22일~1993년 3월 3일    |                | [ 도정구호 7 ] [ 도정방침 16 ]           |
| 관선      |      | 27대     | 이강년(李康秊) | 1993년 3월 4일~1994년 9월 23일    |                | [ 도정구호 8 ] [ 도정방침 17 ]           |
| 관선      |      | 28대     | 조남조(趙南照) | 1994년 9월 24일~1995년 6월 30일   |                | [ 도정구호 9 ] [ 도정방침 18 ]           |
| 민선      |      | 29대     | 유종근(柳宗根) | 1995년 7월 1일~1998년 6월 30일    | 민주당         | [ 도정구호 10 ] [ 도정방침 19 ]          |
| 민선      |      | 30대     | 유종근(柳宗根) | 1998년 7월 1일~2002년 3월 19일    | 민주당         | [ 도정구호 10 ] [ 도정방침 19 ]          |
| 민선      |      | 직무대리 | 채규정(蔡奎晶) | 2002년 3월 19일~2002년 6월 23일   |                |                                          |
| 민선      |      | -        | 유종근(柳宗根) | 2002년 6월 24일~2002년 6월 30일   | 새천년민주당   | [ 도정구호 11 ] [ 도정방침 20 ]          |
| 민선      |      | 31대     | 강현욱(姜賢旭) | 2002년 7월 1일~2006년 6월 30일    | 민주당         | [ 도정구호 12 ]                          |
| 민선      |      | 32대     | 김완주(金完柱) | 2006년 7월 1일~2014년 6월 30일    | 열린우리당     | [ 도정구호 13 ]                          |
| 민선      | 33대 |          | 김완주(金完柱) | 2006년 7월 1일~2014년 6월 30일    | 열린우리당     | [ 도정구호 13 ]                          |
| 민선      |      | 34대     | 송하진(宋河珍) | 2014년 7월 1일~2022년 6월 30일    | 새정치민주연합 | [ 도정구호 14 ]                          |
| 민선      | 35대 |          | 송하진(宋河珍) | 2014년 7월 1일~2022년 6월 30일    | 새정치민주연합 | [ 도정구호 14 ]                          |
| 민선      |      | 36대     | 김관영(金寬永) | 2022년 7월 1일~2024년 1월 17일    | 더불어민주당   | 민선 8기 전라북도지사→전북특별자치도지사 |

## 전북특별자치도지사(2024. 1.~)
| 선출 방식 |  | 대수   | 이름           | 임기             | 정당         | 비고                                     |
| --------- |  | ------ | -------------- | ---------------- | ------------ | ---------------------------------------- |
| 민선      |  | 제36대 | 김관영(金寬永) | 2024년 1월 18일~ | 더불어민주당 | 민선 8기 전라북도지사→전북특별자치도지사 |

## 같이 보기
- 전북특별자치도지사 선거
- 전북특별자치도청
- 전북특별자치도 부지사
- 전라북도지사